# Adriana Barraza

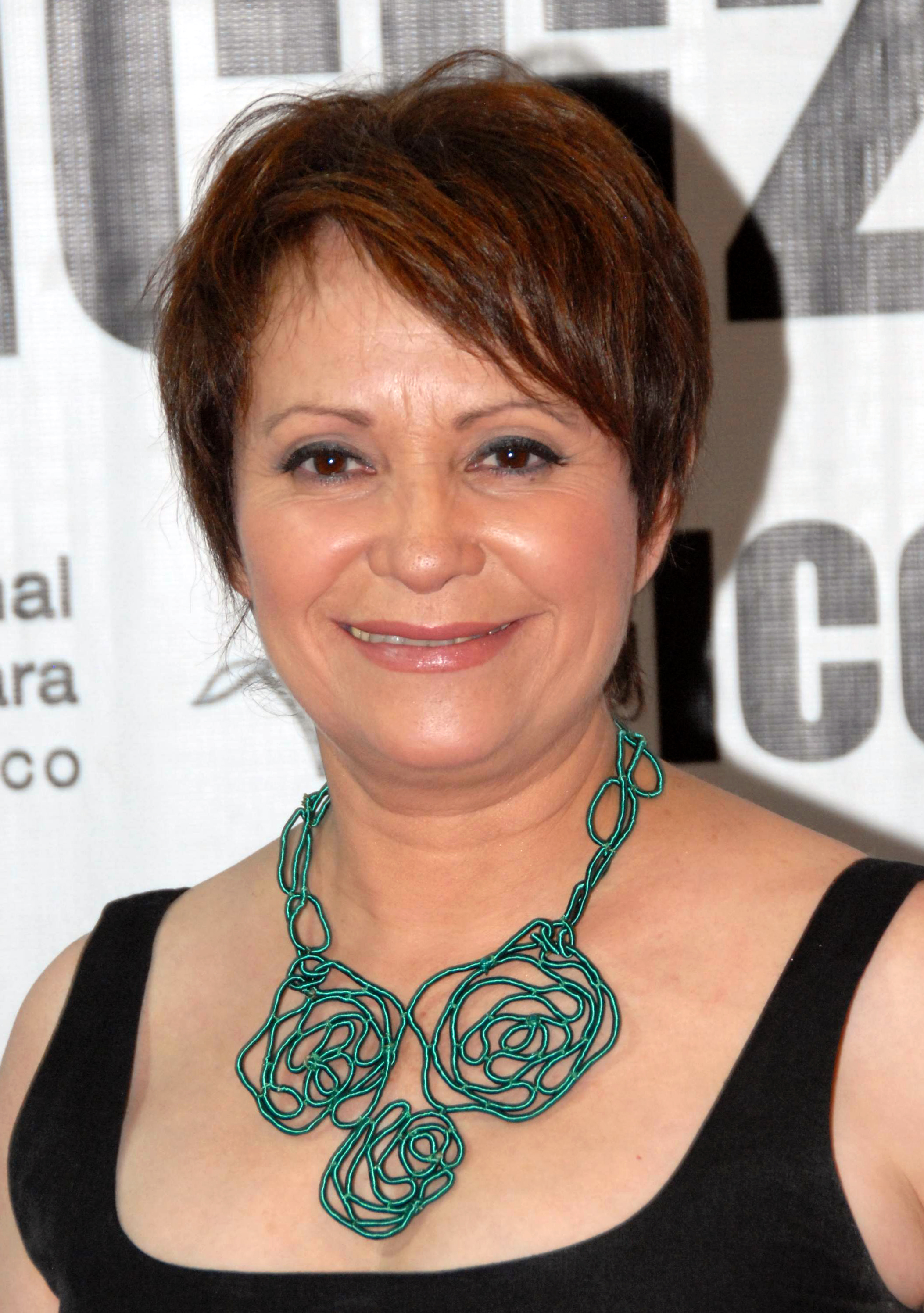
Adriana Barraza (2009)

Adriana Barraza (* 5. März 1956 in Toluca) ist eine mexikanische Schauspielerin und Fernsehregisseurin. Neben ihrer Theaterarbeit hat sie seit Anfang der 1990er Jahre in über 60 Film- und Fernsehproduktionen mitgewirkt, darunter sowohl spanisch- als auch englischsprachige Inszenierungen. Für ihre Nebenrolle in dem Spielfilm Babel erhielt sie 2007 eine Oscar-Nominierung.

## Biografie

### Kindheit und Ausbildung
Die Tochter einer Biochemikerin wurde in Toluca, Zentral-Mexiko, geboren und wuchs mit mehreren Geschwistern auf. Den ursprünglichen Wunsch Balletttänzerin zu werden, musste Adriana Barraza im Alter von acht Jahren aufgeben, als ihre Mutter verstarb. Mit der Schauspielerei in Berührung kam sie durch Zufall als 16-Jährige, als sie an ihrer Schule die Wahl zwischen Basketball und dem Theaterkurs als außerschulische Veranstaltung hatte. Barraza, die unter anderem sieben Jahre klassisches Ballett studierte, lebte seit 1974 mit ihrem argentinischen Ehemann in Chihuahua. Während ihr Gatte an der Philosophischen Fakultät der Universidad Autónoma de Chihuahua lehrte, studierte sie an der Schule der Schönen Künste Schauspielerei, arbeitete und erzog ihre Tochter. Ersten Erfolg am Theater hatte Barraza 1984 mit der Hauptrolle in dem mexikanischen Stück Voces en el Umbral, in dem sie an der Universität von Chihuahua zu sehen war. Die Produktion wurde später mit ihr in der Hauptrolle in die Hauptstadt Mexiko-Stadt verlegt und brachte ihr das Lob der Kritiker ein. Barraza trennte sich daraufhin vom Vater ihrer Tochter und zog 1985 nach Mexiko-Stadt, wo sie von einer Theaterregisseurin engagiert worden war. Hier arbeitete sie seitdem im Schauspielfach, auch für Fernseh- und Filmproduktionen.
Barraza machte erstmals im Jahr 1993 in weiteren Kreisen auf sich aufmerksam, als sie die weibliche Hauptrolle in Manolo Garcías Fernsehfilm Las Cosas simples an der Seite des bekannten mexikanischen Seriendarstellers Alexis Ayala erhielt. Daraufhin folgten vermehrt Auftritte in mexikanischen Fernsehserien, unter anderem in Luis Vélez' La Paloma (1995) mit Manuel Ojeda und der Part der Sozialarbeiterin in Heriberto López de Andas La Culpa (1996). 1998 feierte Barraza ihr Kinodebüt mit einer Nebenrolle in Alejandro Gamboas preisgekröntem Drama La Primera noche, in dem eine Gruppe von heranwachsenden Jugendlichen ihre Sexualität entdeckt. Nachdem sie ein Jahr später erneut unter der Regie Gamboas in der Fortsetzung La Segunda noche agierte, folgte 2000 ein kleiner Part als gestrenge Mutter von Gael García Bernal in Alejandro González Iñárritus hochgelobtem Episodenfilm Amores Perros. Das Drama wurde mit über 35 internationalen Festival- und Kritikerpreisen ausgezeichnet und unter anderem als bester ausländischer Film für den Golden Globe Award und Oscar nominiert.

### Durchbruch mit „Babel“
Nach diesem Erfolg erschien Adriana Barraza in mehreren Episoden von Silvia Pinals erfolgreicher mexikanischen Fernsehserie Mujer, casos de la vida real, die nach einem Erdbeben im Jahr 1985 erstmals ausgestrahlt wurde um die in Mitleidenschaft gezogene Bevölkerung zu unterstützen, ehe sie für eine wiederkehrende Rolle in der dritten Staffel der Fernsehserie Clase 406 (2003) verpflichtet wurde. Im Jahr 2006 folgte die zweite Zusammenarbeit mit Alejandro González Iñárritu an dessen Drama Babel. In dem Episodenfilm, zu dessen Schauspielensemble unter anderem Cate Blanchett, Brad Pitt und Kōji Yakusho gehören, mimt Barraza erneut an der Seite von Gael García Bernal die gutherzige Kinderfrau Amelia aus San Diego, die die anvertrauten amerikanischen Zöglinge heimlich über die Grenze in ihre Heimat Mexiko mitnimmt, um an den Hochzeitsfeierlichkeiten ihres Sohnes teilzunehmen. Babel feierte seine erfolgreiche Premiere Mitte Mai 2006 auf den 59. Internationalen Filmfestspielen von Cannes und startete am 27. Oktober 2006 in den US-amerikanischen Kinos. Dort erhielt der Film Lob von Kritikern und Adriana Barraza, die für den Part der Amelia 16,5 kg zugenommen hatte, gewann den Preis des San Francisco Film Critics Circles als beste Nebendarstellerin des Jahres und wurde in der gleichen Kategorie für den Golden Globe Awards 2007 und die Oscarverleihung 2007 nominiert. Damit ist sie nach Katy Jurado und Salma Hayek erst die dritte mexikanische Schauspielerin, der die Ehre zuteilwurde, für den renommierten US-amerikanischen Academy Award nominiert zu werden. In den folgenden Jahren erschien Barraza nur in einer Handvoll weiterer Hollywood-Filme (Henry Poole – Vom Glück verfolgt, Drag Me to Hell, Thor), mit denen sie nicht an den vorangegangenen Erfolg anknüpfen konnte.
Parallel zu ihrer Arbeit als Schauspielerin betätigte sich Adriana Barraza als Regisseurin an verschiedenen mexikanischen Fernsehserien. Als Schauspielprofessorin und Lehrerin für Akzent und Ausdrucksweise arbeitete sie in den USA und Mexiko bei den Fernsehnetzwerken Telemundo und Televisa, dem größten Medienunternehmen in der spanischsprachigen Welt. Als Schauspiellehrerin war Barraza unter anderem an den Dreharbeiten zu James L. Brooks’ Filmkomödie Spanglish (2004) beteiligt.

## Filmografie (Auswahl)

### Schauspielerin
- 1993: Las Cosas simples (TV)
- 1995: La Paloma (Fernsehserie)
- 1995: Imperio de cristal (Fernsehserie)
- 1995: Bajo un mismo rostro (Fernsehserie)
- 1996: La Culpa (Fernsehserie)
- 1997: Alguna vez tendremos alas (Fernsehserie)
- 1998: La Primera noche
- 1999: La Segunda noche
- 1999: La Paloma de Marsella
- 2000: Locura de amor (Fernsehserie)
- 2000: Amores Perros
- 2003: Clase 406 (Fernsehserie)
- 2006: Babel
- 2008: Henry Poole – Vom Glück verfolgt (Henry Poole Is Here)
- 2009: Drag Me to Hell
- 2009: Tres piezas de amor en un fin de semana
- 2010: Revolución
- 2010: And Soon the Darkness
- 2010: Sucedió en un día
- 2010: Burning Palms
- 2010: Cerro Bayo
- 2010: Te presento a Laura
- 2011: From Prada to Nada
- 2011: Thor
- 2011: El cartel de los sapos
- 2012: Mariachi Gringo
- 2014: Cake
- 2014–2016: The Strain (Fernsehserie)
- 2015: Wild Horses
- 2019: Rambo: Last Blood
- 2019: Coyote Lake
- 2020: Penny Dreadful: City of Angels (Fernsehserie)
- 2020: We Can Be Heroes
- 2021: Bingo Hell
- 2022: Monica
- 2023: El Último Vagón
- 2023: Blue Beetle
- 2023: Dark Obsession

### Regisseurin
- 1999: Nunca te olvidaré (Fernsehserie)
- 2000: Locura de amor (Fernsehserie)
- 2001: Aventuras en el tiempo (Fernsehserie)
- 2001: El Manantial (Fernsehserie)
- 2002: Cómplices al rescate (Fernsehserie)
- 2010: Eva Luna: Detras de camaras (Fernsehserie)
- 2011: Sacrificio de Mujer (Fernsehserie)
- 2011: Eva Luna (Fernsehserie)

## Auszeichnungen

### Oscar
- 2007: nominiert als Beste Nebendarstellerin für Babel

### Golden Globe
- 2007: nominiert als Beste Nebendarstellerin für Babel

### Weitere
- ALMA Award 2007: Beste Kinodarstellerin für Babel
- Broadcast Film Critics Association Awards 2007: nominiert als Beste Nebendarstellerin und in der Kategorie Bestes Schauspielensemble (gemeinsam mit u. a. Brad Pitt, Cate Blanchett und Gael García Bernal) für Babel
- Chicago Film Critics Association Awards 2006: nominiert als Beste Nebendarstellerin für Babel
- Gotham Awards 2006: Bestes Schauspielensemble für Babel
- Online Film Critics Society Awards 2007: nominiert als Beste Nebendarstellerin für Babel
- Palm Springs International Film Festival 2007: Bestes Schauspielensemble für Babel
- San Diego Film Critics Society Award 2006: Bestes Schauspielensemble für Babel
- San Francisco Film Critics Circle 2006: Beste Nebendarstellerin für Babel
- Screen Actors Guild Awards 2007: nominiert in den Kategorien Beste Nebendarstellerin und Bestes Schauspielensemble für Babel